# کی ترانیک
کی ترانیک (انگلیسی: Key Tronic) شرکت فناوری اطلاعات آمریکایی است، که در سال ۱۹۶۹ تأسیس شد.